# Romolo Sartoris
Romolo Sartoris (Torino, 6 gennaio 1901 – Varallo, 7 settembre 1983) è stato un calciatore italiano, di ruolo portiere.

## Carriera
Cresciuto nell'US Torinese, esordì a Milano con la Juventus il 20 aprile 1924 nella partita contro l'Internazionale (2-2), suo unico incontro a difesa della porta juventina nella massima serie, poi militò per due stagioni a Tortona con il Derthona in Prima Divisione, il torneo cadetto.